# Лејквју (Луизијана)
Лејквју (енгл. Lakeview) насељено је место без административног статуса у америчкој савезној држави Луизијана.

## Демографија
По попису из 2010. године број становника је 948.
| Група             | 2000.    | 2010.       |
| Белци             | 0 (0,0%) | 643 (67,8%) |
| Афроамериканци    | 0 (0,0%) | 250 (26,4%) |
| Азијати           | 0 (0,0%) | 1 (0,1%)    |
| Хиспаноамериканци | 0 (0,0%) | 38 (4,0%)   |
| Укупно            | 0        | 948         |